# 西村学
西村 学（にしむら まなぶ、1973年11月9日 - ）は、千葉県習志野市出身の男性俳優、声優。身長161cm、血液型はB型。以前は東京芸術座、プロダクション・タンクに所属していた。

## 出演作品

### テレビドラマ
- ウルトラマンメビウス 第35話「群青の光と影」（2006年） - ニュースを視聴する男 役
- 相棒 Season 4 第20話「7人の容疑者」（2008年） - アナウンサー 役
- 陽炎の辻〜居眠り磐音 江戸双紙〜 第3シリーズ（2009年）
- チーム・バチスタ2 ジェネラル・ルージュの凱旋（2010年）
- 美咲ナンバーワン!!（2011年）
- ランナウェイ〜愛する君のために（2011年）

### テレビ番組中の再現ドラマほか
- アートエンターテインメント 迷宮美術館
- 明日使える心理学!テッパンノート
- エチカの鏡〜ココロにキクTV〜
- 江戸の頭脳に挑戦
- カスペ! 先生SP 5
- ザ!世界仰天ニュース
- ザ・大年表
- 人生が変わる1分間の深イイ話
- ドリーム・プレス社
- 美の巨人たち
- 未来創造堂
- わたしが子どもだったころ

### 舞台
- あかばなーの島
- 赤ひげ
- 明日に向かって飛べ
- からまつ荘の人々
- 早春の賦（弟）
- 父帰る（新二郎）
- ピート
- 熱り
- 夜明の街
- 私は貝になりたい

### CM
- au

### ラジオ
- NHK FMシアター 命の洗濯

### プロモーションビデオ
- 火災原因調査
- 交通安全
- さらに安全な足場を目指して
- CIA教材

### 吹き替え
- WITHOUT A TRACE/FBI 失踪者を追え!

### その他
- ケンタとニャンタの車大好き! - チャイルドシートはカチッとね -
- サル太郎 ヘルメットはかぶってね - 自転車に乗るときのやくそく -
- たいもろせん（ボイスオーバー）
- 通販ウォークフリープラチナ（ボイスオーバー）